# Musumba
Musumba (anche Musumb) è una città della Repubblica Democratica del Congo, situata nel sud del Paese, nella provincia di Lualaba. Ha una popolazione di circa 100.000 abitanti (2007).
Storicamente ha fatto parte fino al 2005 della provincia del Katanga. È l'antica capitale del Regno di Lunda.  Il suo nome significa "campo" nel linguaggio locale.